# Winnie
Winnie es una película documental biográfica sudafricana de 2017 dirigida por Pascale Lamche y producida por Christoph Jörg y Steven Markovitz para Pumpernickel Films, Submarine Films, Big World Cinema. Se proyectó como parte del Festival de Derechos Humanos 2019. Ese mismo año, Lamche ganó el premio al Mejor Director de Documental Internacional en el Festival de Cine de Sundance. También fue nominado en los Premios de la Academia del Cine Africano en la categoría Mejor Documental.

## Sinopsis
La película trata sobre la vida de Winnie Madikizela-Mandela y su incansable lucha para derribar el apartheid en Sudáfrica.

## Elenco
- Winnie Mandela
- Anné-Mariè Bezdrop - autora de 'Winnie Mandela: A Life'
- Zindzi Mandela - hija de Winnie Madikizela-Mandela y Nelson Mandela
- Sophie Mokoena - editora política, South African Broadcasting Corporation
- Norah Moahloli - residente de Brandfort
- Anton Harber - exeditor del Weekly Mail
- Dali Mpofu - abogado
- Vic McPherson - exagente de la rama de seguridad de la policía sudafricana
- Niel Barnard - exjefe del Servicio Nacional de Inteligencia de Sudáfrica
- Teboho Murdoch
- Nelson Mandela - (material de archivo)
- George Bizos - abogado
- Henk Heslinga - exjefe de policía
- Ismael Semenya

## Proyección internacional
Winnie ha sido proyectada en distintos festivales internacionales de cine y ha recibido críticas positivas.
- Estados Unidos - 22 de enero de 2017 en el Festival de Cine de Sundance
- Estados Unidos - 31 de mayo de 2017 en el Festival Internacional de Cine de Seattle
- Sudáfrica - 4 de junio de 2017 en Encounters South African International Documentary Festival
- Australia - 11 de junio de 2017 en el Festival de Cine de Sídney
- Italia - 15 de junio de 2017 en Biografilm Festival
- Holanda - 22 de junio de 2017
- Israel - 16 de julio de 2017 en el Festival de Cine de Jerusalén
- Australia - 17 de agosto de 2017 en el Festival Internacional de Cine de Melbourne
- Canadá - 7 de octubre de 2017 en Festival Internacional de Cine de Vancouver
- Polonia - 16 de octubre de 2017 en el Festival de Cine de Varsovia
- Reino Unido - 16 de agosto de 2018 en el Festival de Cine Feminista de Londres